# أوسكار كاري
أوسكار الفريدو كاري (بالإسبانية: Oscar Garré) (من مواليد 9 ديسمبر 1956): مدافع كرة قدم أرجنتيني سابق.
لعب معظم حياته (1974-1988 و1989-1994) كمدافع في فيرو كاريل، وكان جزءا من الفريق الذي فاز في ببطولة الدوري الممتاز لعام 1982 وعام 1984. ومن الجدير بالذكر ان فيرو كاريل تكمن بالفوز بالدوري عام 1982 من دون أي خسارة.
غاري لعب للأرجنتين، وقال انه كان جزءا من الفريق الذي فاز بكأس العالم عام 1986.
في عام 1994 ذهب إلى إسرائيل، حيث لعب لفريق هبوعيل كفار سابا وهبوعيل بئر السبع في الدوري المحلي لكرة القدم. اعتزل اللعب عام 1996، وكان عمره حينها يقرب من ال40 سنة.
تولى مهمة العديد من الفرق بعد الأعتزال مثل فريق نادي لانوس ونادي أونيفرسيداد كاتوليكا الرياضي وهوشيباتو. شغل منصب مدرب ناديه السابق فيرو كاريل بين آب 2006، و 2007، تم استبداله مع زميله الأرجنتيني خوسيه لويس براون.

## وصلات خارجية
- أوسكار كاري على فرق كرة القدم الوطنية.كوم
- أوسكار كاري على موقع الاتحاد الدولي (مؤرشف)  (الإنجليزية)
- أوسكار كاري على موقع قاعدة بيانات كرة القدم.إي يو (الإنجليزية)
- أوسكار كاري على موقع ناشيونال فوتبول تيمز (الإنجليزية)
- أوسكار كاري على موقع عالم كرة القدم.نت (الإنجليزية)
- Profile at worldfootball.net